# NSB El 7
NSB El 7 — норвежский электровоз переменного тока (15 кВ 16 2/3 Гц). Выпускался с 1911 по 1918 гг. совместно заводами AEG (электрооборудование) и Skabo (механическая часть). В основном эксплуатировались до 1956 года.
Электровоз с бортовым номером 2501 сохранён в Норвежском железнодорожном музее.